# Montalchez
Montalchez is een plaats en voormalige gemeente in het Zwitserse kanton Neuchâtel. Montalchez telt 192 inwoners.

## Geschiedenis
De gemeente Montalchez is op 1 januari 2018 samen met Bevaix, Fresens, Gorgier, Saint-Aubin-Sauges en Vaumarcus opgegaan in de nieuwgevormde gemeente La Grande Béroche.